# Acquedotto romano del Serino

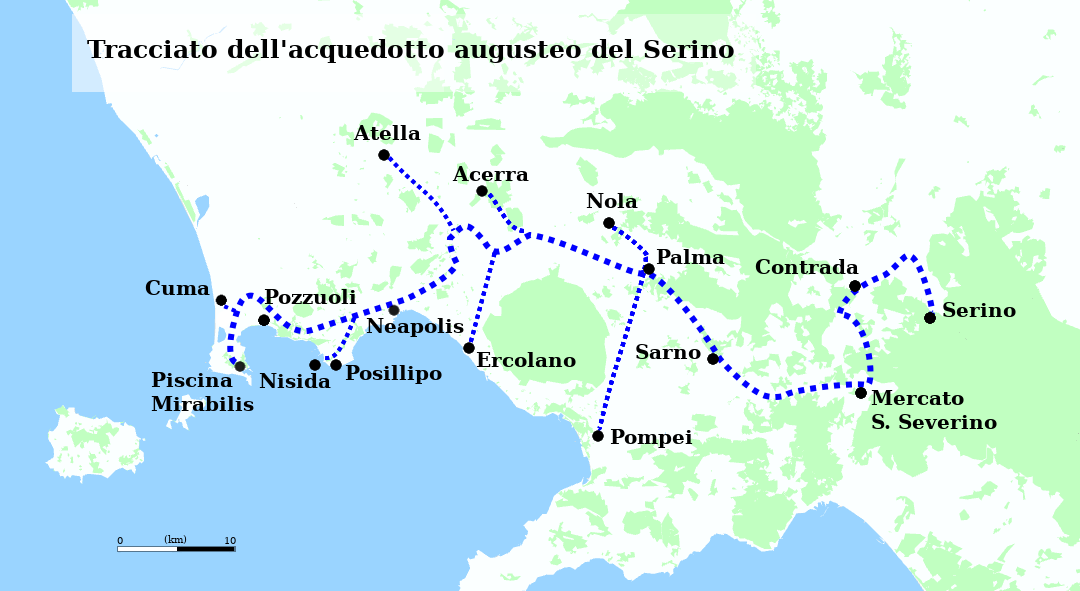
Tracciato dell'acquedotto, da Serino a Miseno, con le sue diramazioni principali.

L'acquedotto romano del Serino (in latino Aqua Augusta Campaniæ - chiamato anche "acquedotto augusteo") è un'importante opera idrica di età augustea, costruita fra il 33 ed il 12 a.C. per risolvere il problema dell'approvvigionamento idrico del porto di Puteoli e della flotta stanziata a Miseno, rifornendo lungo il suo tragitto varie città tra cui Neapolis e Cumae.

## Storia e caratteristiche
L'acquedotto del Serino è una delle più grandi opere architettoniche dell'intero Impero Romano. Il percorso della grandiosa opera partiva dalla sorgente del Serino, la Fontis Augustei a 376 m s.l.m. sull'altopiano carsico irpino nei pressi del monte Terminio, per giungere fino alla Piscina mirabilis, a Miseno, dopo 96 chilometri. Era una vera e propria rete regionale, che riforniva otto città e svariate villae: su dieci diramazioni, sette rifornivano i nuclei urbani importanti (Nola, Pompeii, Acerra, Herculaneum, Atella, Pausillipon, Nisida, Puteoli, Cumae e Baiae) e tre portavano l'acqua alle villae. Comprese le diramazioni, la lunghezza totale dell'acquedotto era di circa 145 km, il che lo rende il più lungo acquedotto romano costruito fino al V secolo d.C.

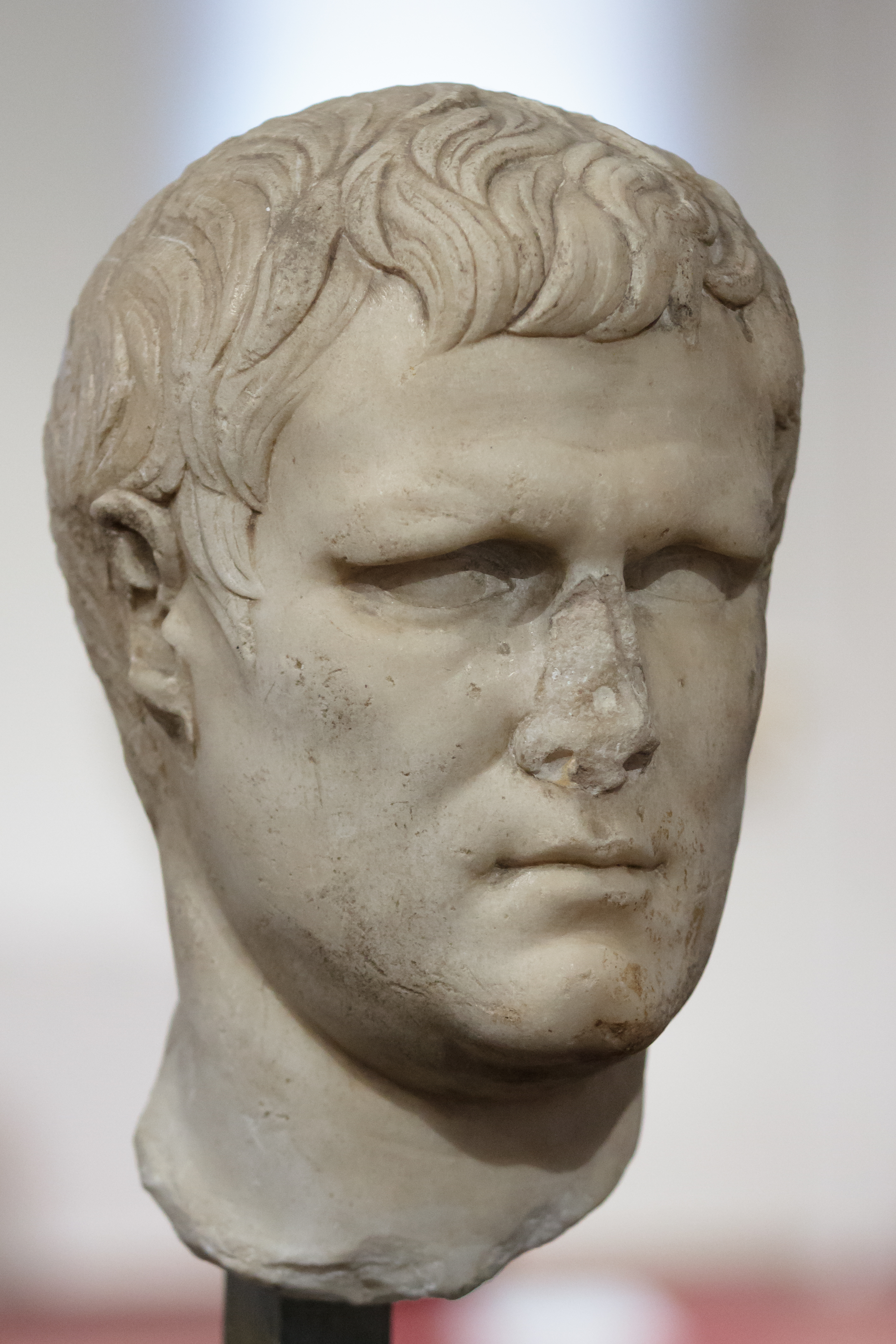
Testa marmorea di Marco Vipsanio Agrippa conservata al Museo Saint-Raymond (Tolosa).

La realizzazione è dovuta a Marco Vipsanio Agrippa, quando era curator aquarum a Roma. Lo scopo originario dell'opera idraulica era di rifornire la flotta imperiale a Miseno. Vennero costruite diverse diramazioni per rifornire di acqua potabile anche altri centri abitati come Ercolano e Pompei. Quest'ultima venne rifornita col nuovo acquedotto nel 27 a.C., anche se è stata proposta la data del 35 a.C., ma reputata dalla maggior parte degli studiosi troppo precoce. La corretta datazione dell'acquedotto non è stata sempre certa; fino al 1938 era erroneamente attribuito a Claudio, dato che veniva generalmente considerato come un'opera realizzata fra il 54 e il 41 d.C. per via del ritrovamento di fistule in piombo col nome di Claudio. Fu lo studio successivo delle soluzioni architettoniche e delle tecniche costruttive a retrodatare correttamente il periodo di costruzione dell'opera al regno di Augusto.
Un'opera così imponente richiedeva una costante manutenzione, per cui interventi importanti si ebbero in età flavia (I secolo d.C.), con la sostituzione di alcuni tratti con altri paralleli. 
All'imperatore Costantino si deve un imponente restauro agli inizi del IV secolo d.C. documentato in una nota iscrizione rinvenuta a Serino e datata al 324 d.C. ( AE 1939, 151 ). In essa sono indicate le località servite dall'acquedotto:
- Nola
- Acerra
- Atella
- Napoli
- Pozzuoli
- Baia
- Cuma
- Miseno

In realtà, anche le città di Pompei ed Ercolano erano rifornite dall'acquedotto augusteo ma essendo state nel frattempo distrutte e coperte dall'eruzione del Vesuvio del 79 d.C. non compaiono in questo elenco.
Per gran parte del percorso l'acquedotto correva fuori dai centri abitati, nelle campagne, e quindi all'aperto attraverso arcate in laterizio, delle quali resta traccia a Napoli nella zona dei Ponti Rossi, che dalle stesse arcate prende il nome. Tale struttura costituiva l'accesso settentrionale della condotta alla città. Le gallerie si ritrovano invece nelle aree di montagna e nelle aree intra moenia.
Era chiamato anche col nome di Fontis Augustei Aquaeductum.
Tutt’oggi, esiste un acquedotto analogo, inaugurato nel 10 maggio 1885, che eroga servizi idrici ad oltre 2.000.000 di cittadini in Campania per un totale 180 milioni di mc di acqua immessa nella rete.

## Architettura
Le dimensioni dell'opera idraulica fa sì che non vi sia una sola tecnica o un materiale prevalente utilizzato lungo tutto il suo percorso. Vari siti notevoli hanno richiesto l'uso di tecniche e materiali adattati al tipo di roccia incontrato.

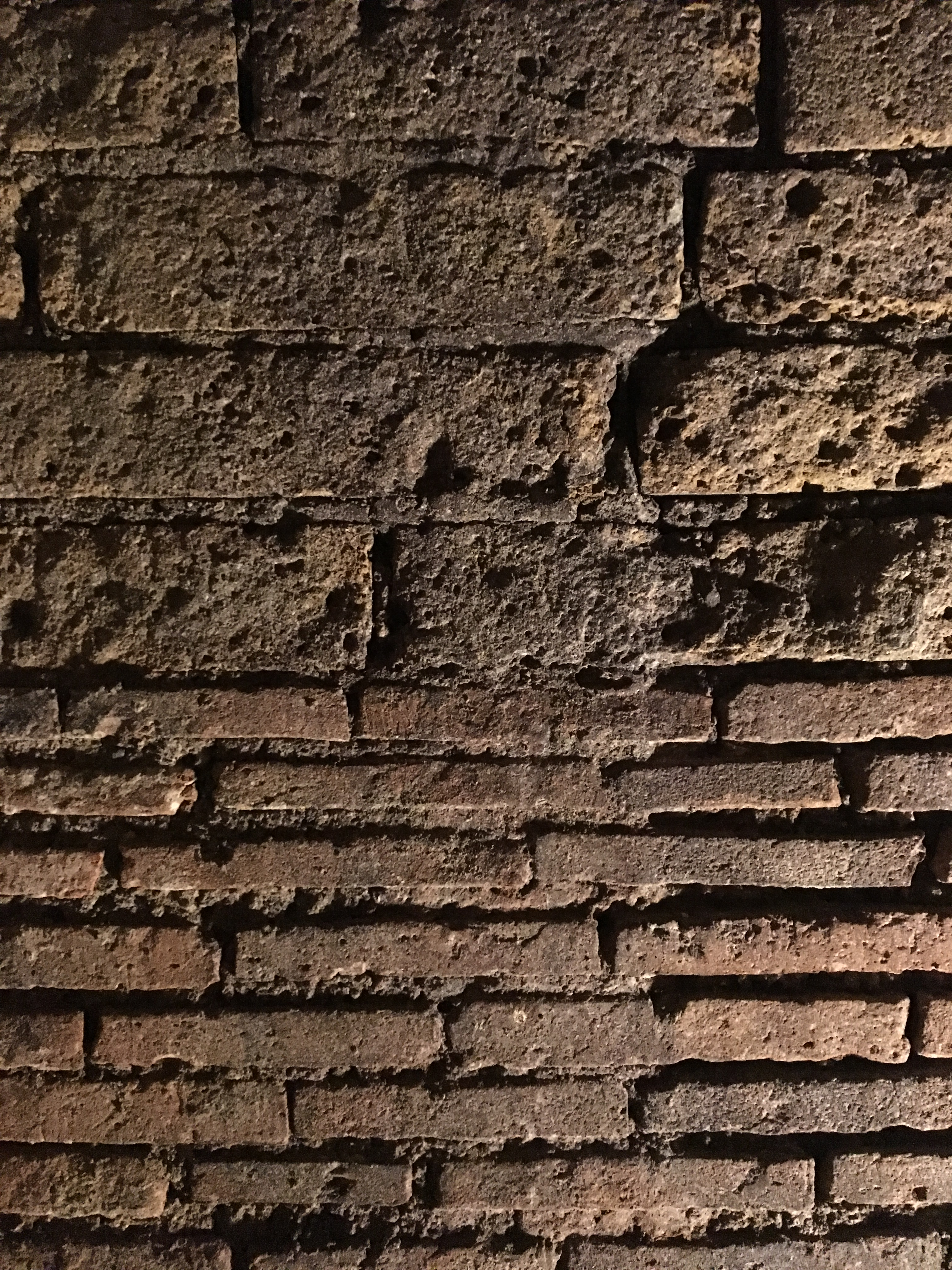
Dettaglio dei pilastri dei ponti-canali in via Arena alla Sanità: il paramento è in opera mista che alterna mattoni di laterizio e blocchetti di tufo.

Allorquando poi tra la città ed il capo della fonte vi erano monti intermedi, si doveva scavare uno speco (in latino specus) sotterraneo e livellarlo con una pendenza fissa. Se si trovava tufo o roccia calcarea, la tecnica prevedeva di scavare lo speco direttamente nella pietra, ma se il suolo era incoerente, arenoso o vulcanico, allora lo speco veniva costruito con pareti rivestite da uno spesso strato di cocciopesto, con paramento in opus incertum e con volte a botte. Nell'acquedotto augusteo del Serino si trovano quindi degli spechi a forma rettangolare, con un rivestimento in opus signinum e la presenza, a seconda del terreno, di un rivestimento in muratura. Lo speco è largo in media 1,85 m.
Le gallerie scavate nel tufo o nella trachite, ed in particolare la Crypta Neapolitana, hanno una piastra di fondazione ricoperta da pezzame e uno strato di opus signinum, a suo volta sotto uno strato di concrezione di vario spessore. Il cocciopesto si può anche trovare sul rivestimento parietale, fino all'altezza dell'imposta della volta. A La Pietra, a Pozzuoli, si ritrova l'opus signinum poggiato direttamente sulla roccia.
Le volte delle gallerie sono costruite anch'esse a seconda della roccia circostante. Si trovano volte quasi orizzontali, dette anche "ribassate", laddove la roccia nella quale è scavata la galleria permette una struttura coerente e liscia, tanto da non necessitare di rivestimento parietale o di una struttura murale. Lungo l'opera, sono presenti saltuariamente anche volte a doppio spiovente, senza tegole usate per la costruzione. È però più comune la volta a pieno centro, presente sia nelle rocce tufacee che nelle opere in muratura.
Ponti-canali in laterizi e blocchetti di tufo erano usati per i tratti extra moenia dell'acquedotto, come a Palma Campania, dove in località Tirone, un ponte-canale in opus arcuatum lungo 3500 m portava a Pomigliano D'Arco e ad Arcora, l’attuale Casalnuovo. I ponti canali della zona Vergini-Sanità a Napoli sono realizzati alternando filari di mattoni di laterizio con blocchetti di tufo, con una parte interna in opus cæmenticium fatto da pezzetti di tufo.

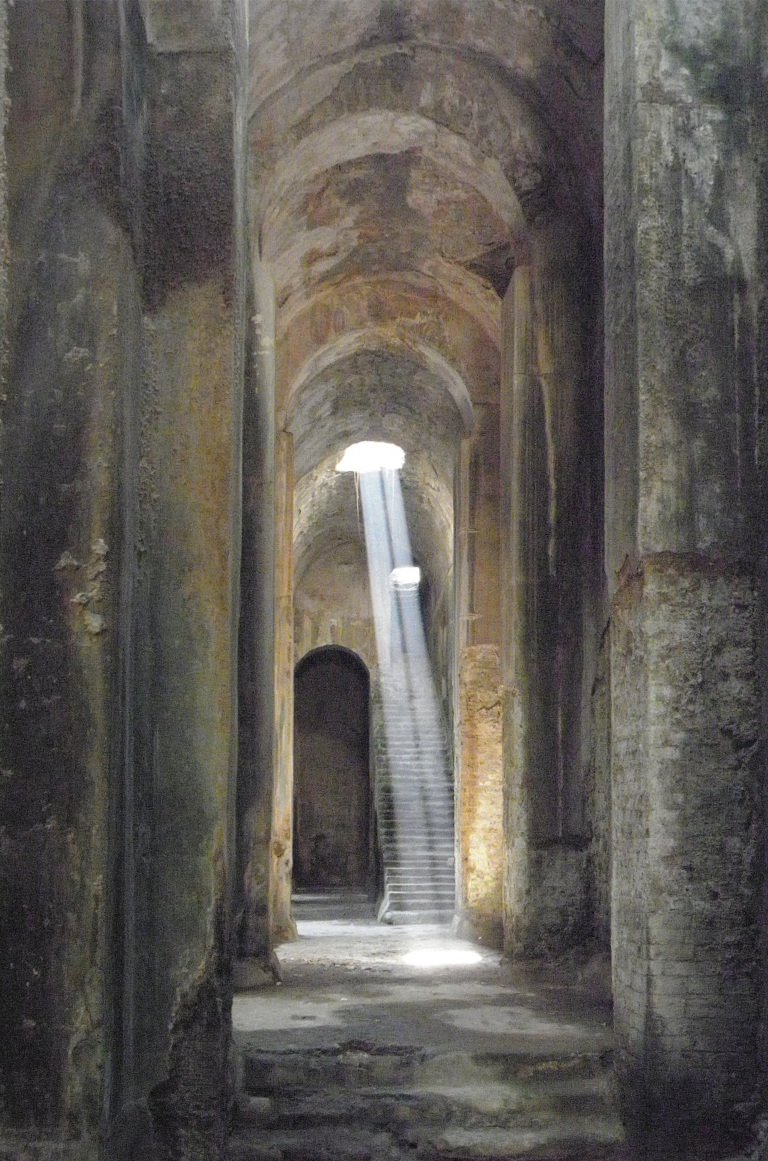
Le arcate della Piscina Mirabilis.

## Percorso

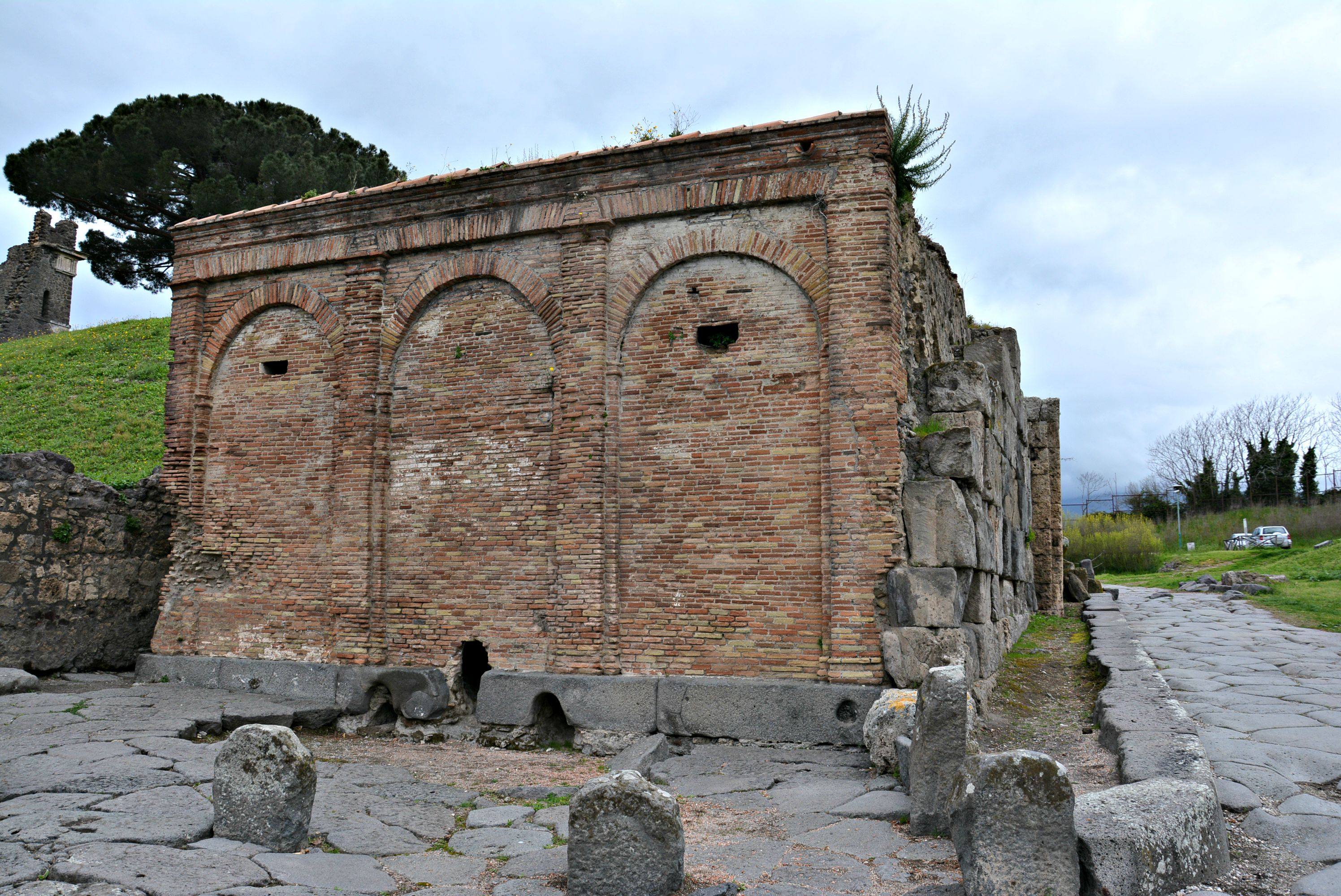
Castellum aquae di Pompei.

Le acque dell'acquedotto sono captate all’estremità settentrionale dell’altopiano di Serino. La sorgente bassa, a 320 m s.l.m. di nome "Urciuoli", riforniva anche la città di Beneventum, mentre un altro ramo dell'acquedotto era collegato all'insieme delle sorgenti alte, "Acquaro"  e "Pelosi", a 370 m s.l.m. Questi due rami corrono inizialmente in direzioni opposte. Il primo costeggia il fiume Sabato per circa 35 km, passando dai comuni di Prata di Principato Ultra, Altavilla Irpina e Ceppaloni, fino al ponte-canale di Rocca dei Rettori a Benevento. L’altro ramo percorre la valle di un affluente del Sabato e passa poi dalla piana di Forino, dal valico della Laura a Mercato San Severino. Da lì, lo speco ipogeo attraversa il costone fra Castel San Giorgio e Nocera Inferiore, fino a Sarno, per poi sboccare nella pianura nolana presso Palma Campania.

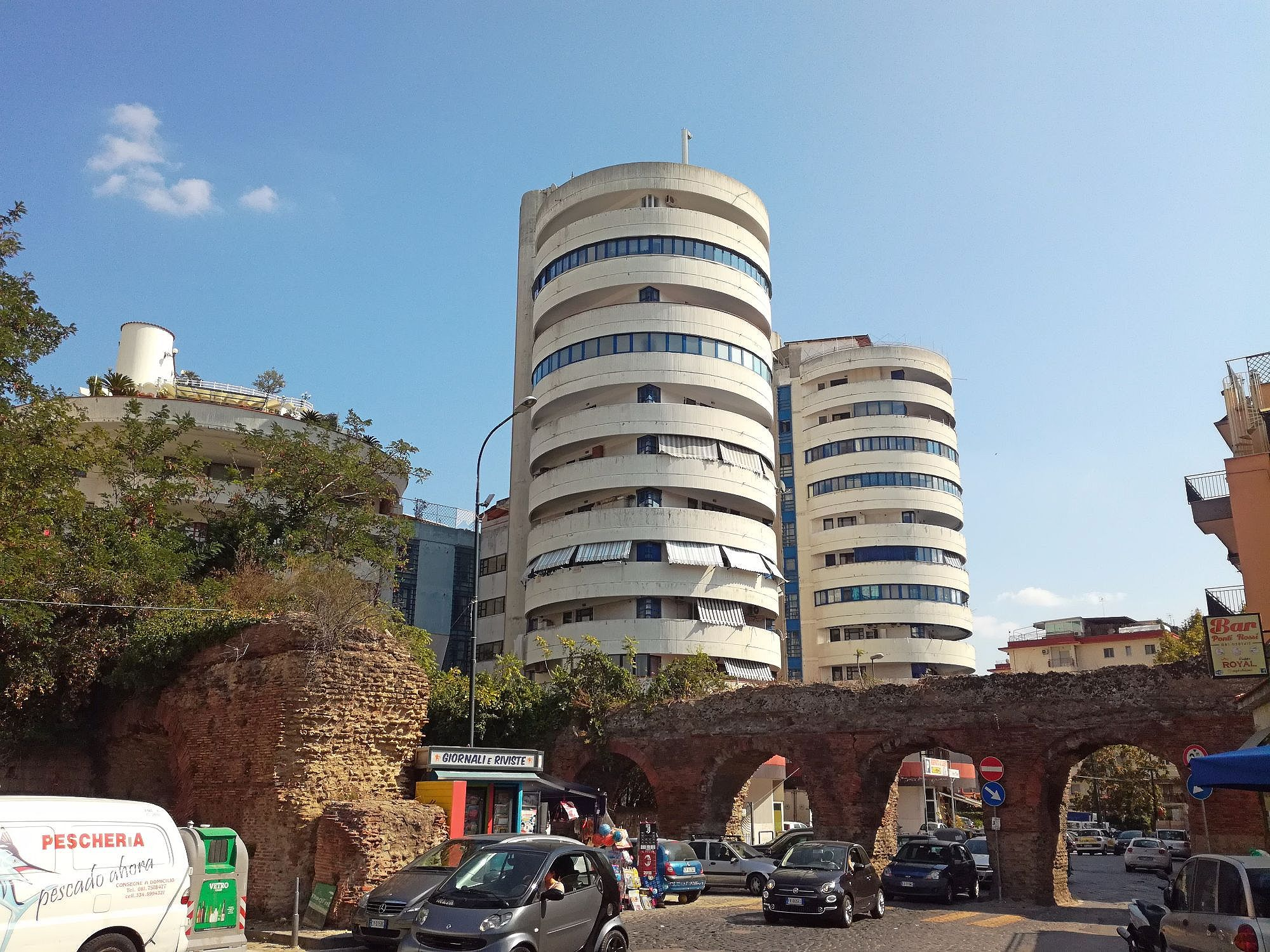
Gli archi dei Ponti Rossi a Napoli

Da Palma, per un tratto lungo 11 km, una diramazione secondaria costruita nel 27 a.C.,  portava le acque fino al castellum aquæ di Porta Vesuvio, a Pompei.
Il percorso verso Miseno riprende da Palma, passando per un lungo ponte in opus arcuatum, fino a Casalnuovo di Napoli. Da lì, una diramazione portava le acque ad Acerra, mentre il tratto principale, con un altro ponte-canale, prosegue nella zona detta  "i Cantarelli" di San Pietro a Patierno. Un percorso ipogeo passa sotto la collina di Capodichino, per dividersi per un'altra diramazione secondaria per Atella. Il tratto sbucava poi nel vallone di Miano, dove il tratto dei Ponti Rossi è ancora visibile ai piedi della collina di Capodimonte. Il percorso urbano dell'acquedotto costeggia le falde di Capodimonte, per poi dividersi nuovamente. Una sezione riforniva la città di Neapolis, passando dalla zona dei Vergini dove esistono tuttora le strutture di due ponti canali, fino a raggiungere una struttura termale nei pressi di piazza Bellini e una torre di distribuzione situata nel luogo occupato dal vicino monastero di San Pietro a Majella. Il secondo tratto dell'acquedotto, sempre correndo lungo la collina di Capodimonte, passando dal Cavone e raggiungendo l'attuale corso Vittorio Emanuele, dove l'antica torre di distribuzione venne distrutta durante la costruzione delle mura cinquecentesche. Lo speco segue il profilo della collina del Vomero, passa per la parte settentrionale della Crypta Neapolitana per alimentare l'isola di Nisida, passando da una diramazione che faceva uso di un ponte-canale sul mare.
Da Posillipo, l'acquedotto si dirige verso l'antico porto di Puteoli, alimentando sul suo passaggio le terme di via Terracina, per poi passando per Monte Spina fino alle terme di Agnano e avvicinandosi al mare al Monte Olibano e varie piscine di Puteoli. Infine, passando fra il lago d'Averno ed il Lucrino, riforniva Cuma, e poi Baia, per infine alimentare la grande cisterna della Piscina Mirabilis, realizzata per soddisfare le necessità della flotta romana stanziata a Miseno.

## Citazioni letterarie
L'acquedotto ha un ruolo di primo piano nel romanzo Pompeii di Robert Harris, il cui protagonista è un ingegnere inviato da Roma come responsabile dell'acquedotto nel 79 d.C., proprio nei giorni che precedono l'eruzione del Vesuvio.